# Марк Магрий Басс
Марк Ма́грий Басс (лат. Marcus Magrius Bassus) — римский государственный деятель конца III века.

## Биография
О биографии Магрия Басса никаких сведений, кроме его имени в консульских надписях и фастах, не сохранилось.
В 289 году был консулом совместно с Луцием Рагонием Квинтианом. В этом году консулами были назначены ещё шесть человек (поочередно три пары), что было обычной практикой для периода Империи.